# Liste der Mitglieder der National Academy of Sciences/1945
Im Jahr 1945 wählte die National Academy of Sciences der Vereinigten Staaten 34 Personen zu ihren Mitgliedern.

## Neugewählte Mitglieder
- Alfred Blalock (1899–1964)
- William L. Bragg (1890–1971)
- Edward Cochrane (1892–1959)
- Henry Eyring (1901–1981)
- Enrico Fermi (1901–1954)
- James L. Gamble (1883–1959)
- Henry Gilman (1893–1986)
- Beno Gutenberg (1889–1960)
- Harold Hibbert (1877–1945)
- Harold Jeffreys (1891–1989)
- Paul Karrer (1889–1971)
- Mervin J. Kelly (1894–1971)
- Victor K. La Mer (1895–1966)
- George William Lewis (1882–1948)
- Ralph Linton (1893–1953)
- Clarence C. Little (1888–1971)
- Paul C. Mangelsdorf (1899–1989)
- John Mueller (1891–1954)
- John R. Paul (1893–1971)
- John Bernard Reeside, Jr. (1889–1958)
- Francis W. Reichelderfer (1895–1983)
- William Rubey (1898–1974)
- Homer W. Smith (1895–1962)
- William C. Stadie (1886–1959)
- Otto Stern (1888–1969)
- Theodor Svedberg (1884–1971)
- Geoffrey Ingram Taylor (1886–1975)
- C. B. Van Niel (1897–1985)
- John Charles Walker (1893–1994)
- Alexander Wetmore (1886–1978)
- Hassler Whitney (1907–1989)
- Eugene P. Wigner (1902–1995)
- Robert R. Williams (1886–1965)
- Benjamin H. Willier (1890–1972)